# Bisdom Piedras Negras
Het bisdom Piedras Negras (Latijn: Dioecesis Saxanigrensis) is een rooms-katholiek bisdom met als zetel Piedras Negras, in Mexico. Het bisdom is suffragaan aan het aartsbisdom Monterrey. 

## Geschiedenis
Het bisdom werd opgericht op 8 januari 2003, uit delen van het bisdom Saltillo.

## Parochies
Het bisdom had in 2021 een oppervlakte van 56.608 km2 en telde 438.700 inwoners waarvan 70,8% rooms-katholiek was.

## Bisschoppen
- Alonso Gerardo Garza Treviño (8 januari 2003 - heden)

Monterrey (aartsbisdom) · Ciudad Victoria · Linares · Matamoros · Nuevo Laredo · Piedras Negras · Saltillo · Tampico